# السعودية في الألعاب الأولمبية الصيفية 2000
نافست السعودية في الألعاب الأولمبية الصيفية 2000 في سيدني، أستراليا. فازت السعودية بميداليتين، فضية ألعاب القوي، وبرونزية الفروسية، وتعتبر هذه المرة الأولى في تاريخ البلاد في الألعاب الأولمبية.

## الميداليات

### فضية
- هادي صوعان ألعاب القوى, سباق الحواجز 400 متر للرجال.

### برونزية
- خالد العيد الفروسية, منافسات القفز الفردي.

## النتائج حسب الحدث

### ألعاب القوى
100 متر للرجال
- جمال الصفار
  1. الجولة الأولى بزمن قدره 10.75 (→ لم يتأهل)

200 متر للرجال
- سالم اليامي
  1. الجولة الأولى بزمن قدره 21.18 (→ لم يتأهل)

400 متر للرجال
- حمدان البيشي
  1. الجولة الأولى بزمن قدره 45.22
  2. الجولة الثانية بزمن قدره 45.35
  3. الدور قبل النهائي بزمن قدره 45.98 (→ لم يتأهل)

سباق الحواجز 110 متر للرجال
- مبارك عطا مبارك
  1. الجولة الأولى ; غير مؤهل (→ لم يتأهل)

سباق الحواحز 400 متر للرجال
- هادي صوعان
  1. الجولة الأولى 49.28
  2. الدور قبل النهائي 48.14
  3. الدور النهائي بزمن قدره 47.53 (→  ميدالية فضية)

سباق التتابع 4 رجال 100 متر
- جمال الصفار, سالم اليامي, محمد اليامي, و مبارك عطا مبارك
  1. الجولة الأولى بزمن قدره 39.94 (→ لم يتأهلوا)

سباق التتابع 4 رجال 400 متر
- محمد البيشي, حمدان البيشي, حامد البيشي, و هادي صوعان
  1. الجولة الأولى بزمن قدره 03:09.57 (→ لم يتأهلوا)

### السباحة
سباحة الصدر 100 متر للرجال
- أحمد القضماني
  1. منافسات التحمية الأولية بزمن قدره 01:06.07 (→ لم يتأهل)